# Хосе ван Туйне
Хосе ван Туйне (ісп. José Van Tuyne, нар. 13 грудня 1954, Росаріо) — аргентинський футболіст, що грав на позиції захисника, зокрема за клуби «Росаріо Сентраль» та «Мільйонаріос», а також національну збірну Аргентини.

## Клубна кар'єра
У дорослому футболі дебютував 1974 року виступами за команду «Росаріо Сентраль», в якій провів п'ять сезонів, взявши участь у 159 матчах чемпіонату.  Більшість часу, проведеного у складі «Росаріо Сентраль», був основним гравцем захисту команди.
Протягом 1980 року захищав кольори клубу «Тальєрес», після чого з наступного року почав грати за «Расінг» (Авельянеда). Відіграв за команду з Авельянеди два роки своєї ігрової кар'єри. Граючи у складі «Расинга» також здебільшого виходив на поле в основному складі команди.
1982 року перейшов до колумбійського клубу «Мільйонаріос», за який відіграв 5 сезонів. Тренерським штабом нового клубу також розглядався як гравець «основи». Завершив професійну кар'єру футболіста виступами за команду «Мільйонаріос» у 1987 році.

## Виступи за збірну
1979 року дебютував в офіційних матчах у складі національної збірної Аргентини. Того ж року у складі збірної був учасником розіграшу Кубка Америки.
За три роки був включений до заявки аргентинців на чемпіонат світу 1982 в Іспанії, де був запасним гравцем і на поле не виходив.
Загалом протягом кар'єри у національній команді, яка тривала 4 роки, провів у її формі 11 матчів.